# L'Avenir de la Mayenne
L'Avenir de la Mayenne, Politique, littéraire, commercial et agricole est un hebdomadaire local français, qui a été publié de 1878 à 1932 à Laval, puis à Rennes, avec un rayonnement principalement dans le département de la Mayenne.

## Histoire
Le journal est le représentant de la tendance des Républicains modérés. Il sera remplacé par le Nouvelliste de Laval et du département, puis par le Le Républicain de la Mayenne, avant de disparaître en 1942. Le journal commença par être quotidien et le resta pendant près de dix ans.
En juillet 1899, il absorbe le journal L'Avenir national qui disparaît, et dont le rédacteur était Gustave Kavanagh. En mai 1901 il reprend les abonnements du Progrès de Château-Gontier qui reparaît le 25 juin 1905. À partir du 9 octobre 1921, il est publié par L'Ouest-Éclair.
En 1932, le journal est remplacé par Le Républicain de la Mayenne - le grand hebdomadaire des campagnes qui est une autre édition de  L'Ouest-Éclair (Rennes). Le Républicain de la Mayenne disparait en 1942. 

### Ligne éditoriale
En 1878, Gustave Kavanagh est appelé à Laval où le Parti républicain, jusqu’ici sans organe, fonde le journal L'Avenir de la Mayenne. Dans un département, forteresse du parti conservateur, il s’agit alors d’amener à la République des populations auxquelles on représente le nouveau régime comme une calamité. Il faut à la fois persuader et combattre. 
À sa fondation, le nouveau journal républicain est imprimé chez Eugène Jamin (père), qui déjà est déjà imprimeur de L'Indépendant de l'Ouest, le journal monarchiste. Les deux rédacteurs Constant Le Tessier et Gustave Kavanagh se « rencontrent presque journellement dans l’atelier et n'auront jamais entre eux que des relations de bons confrères, bien qu’ils fussent en lutte perpétuellement ».

### Départ de Kavanagh
À partir de 1889, le rédacteur en chef était Albert Mittre-Deslandelles (1860-1901). Il remplace Kavanagh, parti fonder L'Avenir national avec Louis Bretonnière.
En 1899, Mittre-Deslandelles, fortement anticlérical doit quitter le journal à la demande de Gustave Denis, président du Conseil d'Administration du journal. Dans un article publié dans le journal le 14 mai 1899, il rappelle son engagement républicain lors de la campagne électorale des Élections législatives de 1889 dans la Mayenne qui voit l'élection de Lucien Chaulin-Servinière, et reproche au Comité républicain son manque de soutien au journal. Son départ fait aussi suite à la subvention de ce comité au journal Mayenne-ville, dirigé par François Bouly.

### Retour de Kavanagh
Son remplaçant est Gustave Kavanagh (1849-1924), à la suite de l'absorption du journal L'Avenir national. Il se montrera bienveillant à l'égard de Pierre Geay, évêque de Laval et respecteux de la religion.
Le gendre de Kavanagh,  Émile Ferré, a été secrétaire de direction du journal. Rédacteur en chef du Grand Écho du Nord, il est copropriétaire et rédacteur des journaux, L'Avenir de la Mayenne (Laval), Le Patriote de Bretagne (Vitré) et Le Progrès de Château-Gontier. Il est copropriétaire de l' « Imprimerie moderne » à Laval.

### Sources
- Retronews

### Numérisation
L'Avenir de la Mayenne et Le Républicain de la Mayenne sont disponibles sur :
- Gallica, le fonds presse numérisée de la Bibliothèque nationale de France.
- Fonds patrimoniaux Laval, le fonds presse numérisée de la Bibliothèque municipale de Laval.